# Son of a Preacher Man
Son of a Preacher Man – napisana przez Johna Hurleya i Ronniego Wilkinsa piosenka, która pierwotnie nagrana została przez Dusty Springfield we wrześniu 1968 roku; znalazła się na albumie Dusty in Memphis. Przedtem piosenka trafiła do Arethy Franklin, która jednak odrzuciła możliwość nagrania utworu. Ostatecznie – w 1970 roku – piosenkarka go zarejestrowała, decydując się na to po usłyszeniu wersji Springfield (przebój w Wielkiej Brytanii i USA w 1969 r.). Kompozycja trafiła na album Franklin This Girl’s in Love with You (1970).
Singel z wersją utworu w wykonaniu Springfield wyprodukowali Jerry Wexler, Tom Dowd i Arif Mardin i był on pierwszym dla wytwórni Atlantic Records. Na amerykańskiej liście przebojów „Billboard” Hot 100 piosenka zajęła 10. miejsce, natomiast w jej ojczystej Wielkiej Brytanii – pozycję 9. Mimo że album Dusty in Memphis wydano w wersji stereo, singel opublikowano w systemie mono. „Son of a Preacher Man” był dla artystki ostatnim singlem w czołowej dziesiątce czasopisma „Billboard”, zanim niemal 20 lat później – w 1988 roku – utwór „What Have I Done to Deserve This?” (nagrany z duetem Pet Shop Boys) znalazł się w czołówce amerykańskiego zestawienia (#2).

## Notowania
W 1989 roku amerykańskie czasopismo kulturalne „Rolling Stone” umieścił wydawnictwo z piosenką na miejscu 77. listy „100 najlepszych singli ostatnich 25 lat” (The 100 Best Singles of the Last 25 Years). W 2002 roku brytyjskie pismo muzyczne „New Musical Express” umiejscowiło piosenkę na 43. pozycji zestawienia „najlepszych singli wszech czasów” (Greatest Singles of All Time). W 2011 roku redakcja periodyku „Rolling Stone” ulokowała utwór „Son of a Preacher Man” na 242. pozycji na swojej liście 500 utworów wszech czasów.